# Giovanni da Sutri
Giovanni da Sutri (zm. pod koniec 1180) – włoski duchowny katolicki.

## Życiorys
Pochodził z Sutri w Lacjum. Niewiele wiadomo o jego życiu aż do momentu, gdy w 1152 roku papież Eugeniusz III mianował go kardynałem prezbiterem Ss. Ioannis et Pauli. Sygnował bulle papieskie między 26 marca 1152 a 26 września 1180. Od listopada 1153 do ok. 1155 był rektorem (gubernatorem) Kampanii. Uczestniczył w papieskich elekcjach w lipcu 1153, w grudniu 1154 i we wrześniu 1159; w tej ostatniej poparł wybór Aleksandra III i służył jako jego legat w Królestwie Jerozolimy (1161-1164), a następnie jako wikariusz w Rzymie (1165). Protoprezbiter Kolegium Kardynalskiego od 1170 roku. Archiprezbiter bazyliki watykańskiej od ok. 1176. Zmarł przed 4 stycznia 1181 roku.